# Toni Arden
Pour les articles homonymes, voir Arden.
Toni Arden (née Antoinette Ardizzone le 15 février 1924 à New York, morte le 29 mai 2012 en Floride) est une chanteuse américaine de musique traditionnelle.

## Biographie
Son père Phillip Ardizzone était chanteur au Metropolitan Opera et à La Scala. Son frère Jan Arden était aussi chanteur.
Elle commence sa carrière dans les années 1940, dans des big bands avec Al Trace (en), Joe Reichman, Ray Bloch (en) et Shep Fields. Par la suite elle réalise des enregistrements en tant que soliste en 1946 pour la compagnie National Records, apparaît dans des séries télévisées puis signe un contrat avec Columbia Records en 1949. Parmi ses principaux succès figurent "I Can Dream, Can't I? (n°7 au bilboard), "Too Young" (n°15), "Kiss of Fire" (n°14) et "I'm Yours" (n°24). Il existe des compilations de ses enregistrements sur le label Sepia Records. Dans les années 1950 elle rejoint Decca Records, avec qui son plus grand succès est Padre en 1958.
Elle meurt chez elle à Lake Worth en Floride à l'âge de 88 ans.

## Télévision
Elle apparaît à la télévision dans The Music of George Gershwin, This Is Show Business, Dick Clark's program et The Jimmy Dean Show.